# 憲法法庭111年憲判字第1號判決
憲法法庭111年憲判字第1號判決（臺灣花蓮地方法院刑事第五庭松股法官聲請案），是中華民國司法院憲法法庭於2022年2月25日所宣判之違憲審查。
該判決聲請違憲審查之緣由，乃因本案聲請人吳志強法官意旨駕駛肇事後，因拒絕酒測或無法進行酒測，得由警察逕自強制移由醫療、檢驗機構實施血液檢測，且無須事前向法院聲請令狀，亦未有事後聲請補發令狀機制。此外，被強制檢測者之隱私權等權利未有保障，醫療、檢驗機構及其人員等之資格亦未制定相要件。
憲法法庭審理後，認定確實牴觸《中華民國憲法》（以下簡稱《憲法》）第8條保障人身自由、第22條保障身體權及資訊隱私權之意旨，判決《道路交通管理處罰條例》（以下簡稱《道交條例》）第35條第5項（現第35條第6項）違憲。此外，亦要求相關機關於2年內修法。修法過渡期間，要求交通勤務警察實施酒測需報請檢察官許可；情況急迫時，應於實施後24小時內陳報該管檢察官許可。
該判決為2022年1月4日《憲法訴訟法》（以下簡稱《憲訴法》）修正施行後之首例判決。

## 聲請釋憲

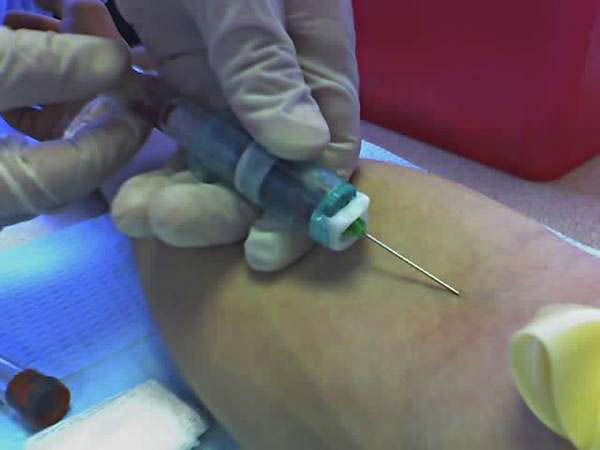
以靜脈穿刺進行真空採血

時任花蓮地院法官之吳志強審理所屬該院“107年度玉原交易字第1號”及“107年度花原交簡字第403號”公共危險案件。該案被告因酒後騎車自撞後送榮總玉里分院救治。員警到場後，因被告無法進行酒測，故依照《道路交通事故處理辦法》（以下簡稱《道交辦法》）第10條第4項，強制抽取被告血液檢測酒精濃度，並測得濃度為273mg/DL，然過程並無法院核發搜索票，亦無法官或檢察官核發相關許可令狀。
吳志強認為，《道交辦法》第10條第4項及其上位規範《道交條例》第35條第5項（現第35條第6項）並未符合法治國之“法官保留”（Richtervorbehalt）及“令狀原則”，且有違《中華民國憲法》第22條保障人民之資訊隱私權及免於身心受傷之基本權。
另，吳志強亦認為，《道交條例》第35條第5項不應做為《違反道路交通管理事件統一裁罰基準及處理細則》（以下簡稱《道交裁罰細則》）第19條之2第5項第2款、《道交辦法》第10條第4項、《道路交通事故處理規範》（以下簡稱《道交事故規範》）八（二）4、《警察人員對酒後駕車當事人實施強制作為應注意事項》（以下簡稱《酒駕強制作為應注意事項》）第2點三（二）3之授權依據，其有違“法律保留原則”。
經裁定停止訴訟程序後，吳志強於2018年8月20日分別具狀向司法院聲請解釋憲法。

## 判決結果

### 判決主文

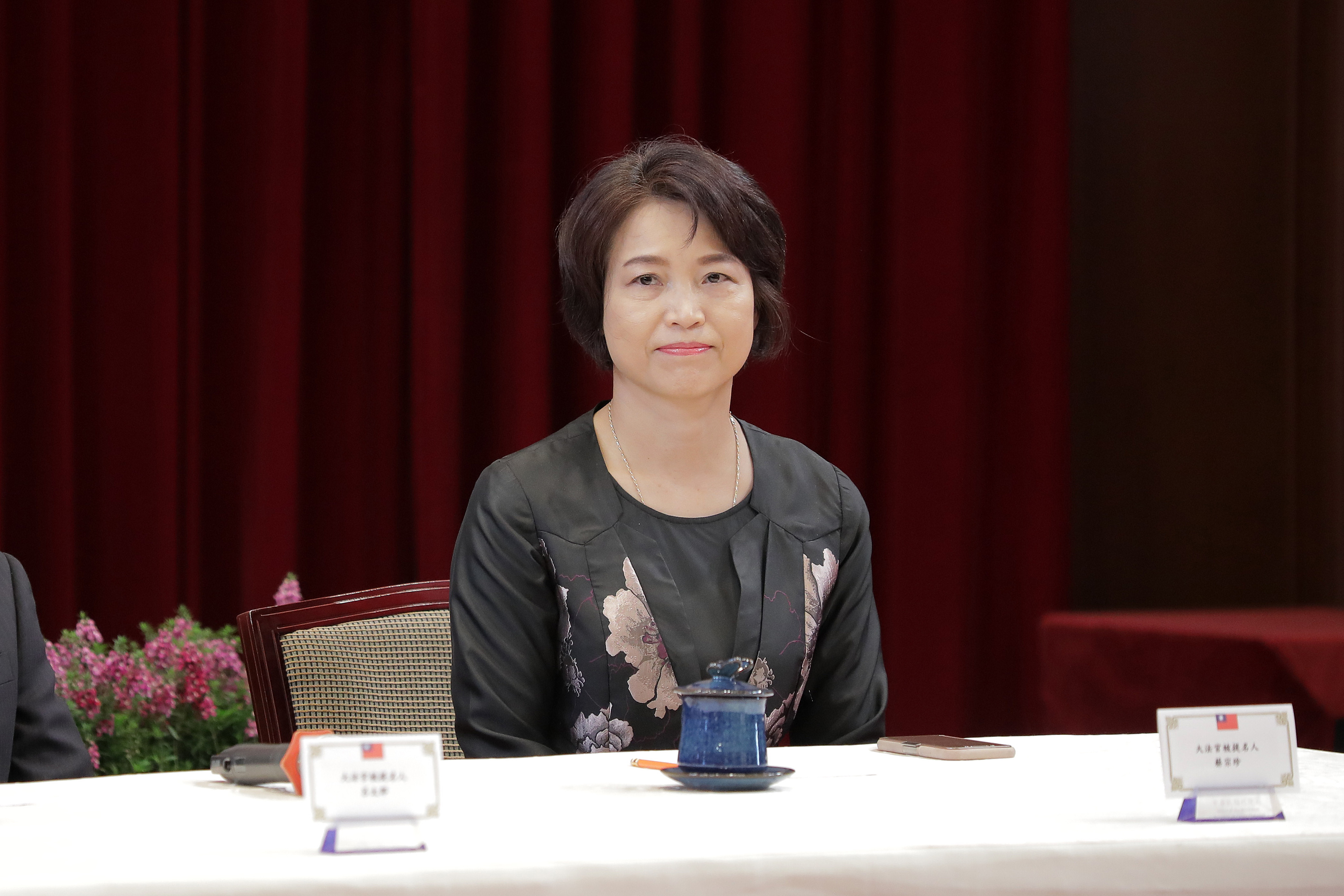
主筆大法官蔡宗珍

|  | 一、中華民國102年1月30日修正公布之道路交通管理處罰條例第35條第5項規定：「汽車駕駛人肇事拒絕接受或肇事無法實施第1項測試之檢定者，應由交通勤務警察或依法令執行交通稽查任務人員，將其強制移由受委託醫療或檢驗機構對其實施血液或其他檢體之採樣及測試檢定。」（108年4月17日修正，僅微調文字，規範內容相同，並移列為同條第6項；111年1月28日修正同條規定，本項未修正）牴觸憲法第8條保障人身自由、第22條保障身體權及資訊隱私權之意旨，應自本判決公告之日起，至遲於屆滿2年時失其效力。又本判決公告前，已依上開規定實施相關採證程序而尚未終結之各種案件，仍依現行規定辦理。 二、相關機關應自本判決公告之日起2年內，依本判決意旨妥適修法。自本判決公告之日起2年期間屆滿前或完成修法前之過渡階段，交通勤務警察就駕駛人肇事拒絕接受或肇事無法實施吐氣酒測，認有對其實施血液酒精濃度測試，以檢定其體內酒精濃度值之合理性與必要性時，其強制取證程序之實施，應報請檢察官核發鑑定許可書始得為之。情況急迫時，交通勤務警察得將其先行移由醫療機構實施血液檢測，並應於實施後24小時內陳報該管檢察官許可，檢察官認為不應准許者，應於3日內撤銷之；受測試檢定者，得於受檢測後10日內，聲請該管法院撤銷之。 三、其餘聲請不受理。 |

### 受理及不受理部分

#### 受理
憲法法庭分別就兩項系爭規定進行審查。第一部分有關《道交條例》第35條第5項（現第35條第6項），由於吳志強於2018年8月20日提出聲請，屬《憲訴法》修正施行前之案件，因此其聲請要件均參照《司法院釋字第371號解釋》、《司法院釋字第572號解釋》、《司法院釋字第590號解釋》，並經審查後，核與該三項解釋之要件相符，予以受理。

#### 不受理
第二部分有關《道交裁罰細則》第19條之2第5項第2款、《道交辦法》第10條第4項、《道交事故規範》八（二）4、《酒駕強制作為應注意事項》第2點三（二）3，由於前二項分別屬《道交條例》第92條第4項、第5項授權訂定之法規命令，後二項屬內政部警政署發布之職權命令，皆非法律位階之法規範，不得為法官聲請司法院解釋之客體，不予受理。

### 受理部分之審查
該判決整體環繞《憲法》第8條、第22條、第23條及其個別與該案相關之司法院解釋。
| 第8條  | 人身自由               | 《司法院釋字第384號解釋》、《司法院釋字第588號解釋》、《司法院釋字第690號解釋》、《司法院釋字第708號解釋》、《司法院釋字第710號解釋》、《司法院釋字第737號解釋》、《司法院釋字第799號解釋》、《司法院釋字第812號解釋》 |
| 第22條 | 概括基本權             | 《司法院釋字第603號解釋》（資訊隱私權）、《司法院釋字第689號解釋》（身體權） |
| 第23條 | 法律保留原則、比例原則 | |

#### 人身自由
憲法法庭認為，警察或交通稽查人員得違反拒絕或無法進行酒測者之意願，限制其行動自由強制移送並留置醫檢機構，實施血液（或其他檢體）採檢，就此而言，已涉及限制被強制移送者之人身自由。然憲法法庭亦提到，警察或交通稽查人員若具相當理由，可認定當事人乃因酒駕而肇事，且肇事後情況急迫，有必要迅速保全酒駕證據者，可對當事人強制實施血液檢測；因其為無替代可能性之必要手段，且屬於特別重要公共利益之維護，尚無違《憲法》第23條對於比例原則之要求。

#### 身體權
對於委託醫檢機構強制實施血液採檢之過程，確有以侵入身體之器具自其身體組織採取檢體。憲法法庭認為已涉及對身體完整不受侵犯與傷害權利之侵犯，構成身體權之限制。

#### 資訊隱私權
憲法法庭認為，血液等體液、組織均含有具獨特性且永久不變之生物資訊，屬於高敏感個人資訊之載體。受託醫檢機構未經強制受檢者同意，採得血液樣本進行檢測之舉，已涉及重要個人資訊隱私，構成資訊隱私權之嚴重侵害。
此外，“檢體採樣與檢測之項目與範圍”、“檢測結果之合目的利用範圍與限制”、“檢體之保存與銷毀條件”等重要事項，立法者均未以法律或有法律明確授權之命令予以明定。憲法法庭認為，就資訊隱私權之限制，與《憲法》第23條對於法律保留原則之要求不符。

#### 法律程序

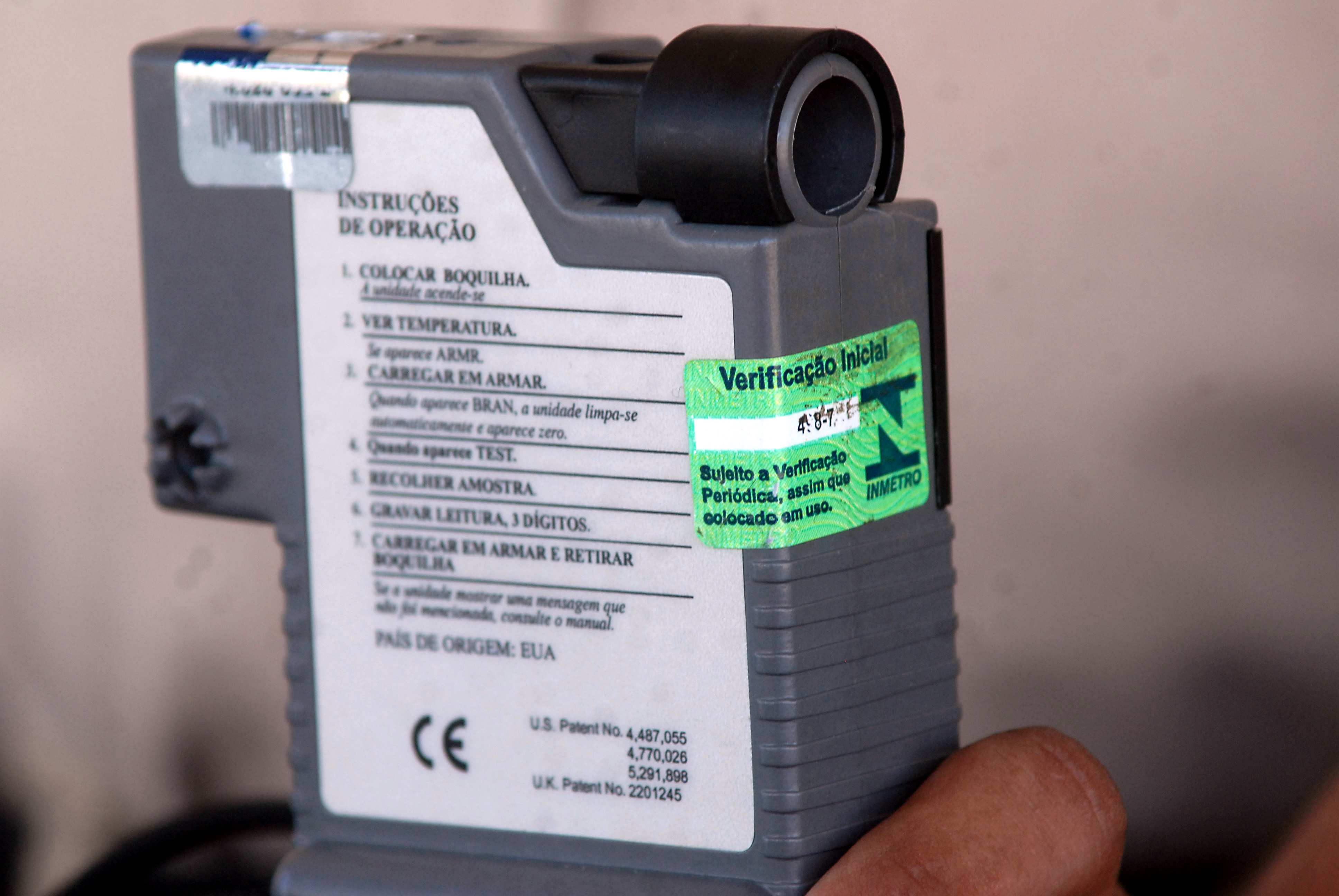
執法級呼氣式酒測器Alco-Sensor IV

中華民國對於酒駕之處分，採行政罰及刑罰並行。無論採行政罰或刑罰，其制裁之本質並無不同，且皆以吐氣酒測或血液酒精濃度檢測做為主要證據；換言之，若檢測結果已達刑罰標準，即可能成為酒駕犯罪之證據。且無論強制採檢之急迫性，其事前未經法官、檢察官之審查或同意，事後亦未陳報該管檢察官、法院監督查核；且對強制受檢者亦未提供任何權利救濟機制。因此，憲法法庭認為，強制送檢需具備如身體搜索、身體檢查措施之相關司法及刑事訴訟程序。

### 大法官就主文所採立場
| 主文項次 | 同意大法官                                                                             | 不同意大法官                   |
| -------- | -------------------------------------------------------------------------------------- | ------------------------------ |
| 第一項   | 許宗力、林俊益、許志雄、張瓊文、黃瑞明、詹森林、黃昭元、謝銘洋、呂太郎、楊惠欽、蔡宗珍 | 蔡炯墩、黃虹霞、吳陳鐶、蔡明誠 |
| 第二項   | 許宗力、林俊益、許志雄、張瓊文、黃瑞明、詹森林、黃昭元、謝銘洋、呂太郎、楊惠欽、蔡宗珍 | 蔡炯墩、黃虹霞、吳陳鐶、蔡明誠 |
| 第三項   | 全體大法官                                                                             |                                |

### 意見書
該判決共有五份意見書，包括林俊益、黃瑞明所分別提出之協同意見書，及黃虹霞（蔡炯墩、蔡明誠加入）、吳陳鐶（蔡炯墩、蔡明誠加入）、蔡明誠（蔡炯墩、黃虹霞、吳陳鐶加入）分別提出之不同意見書。

#### 林俊益之協同意見書
林俊益於協同意見書開頭即表達立場：

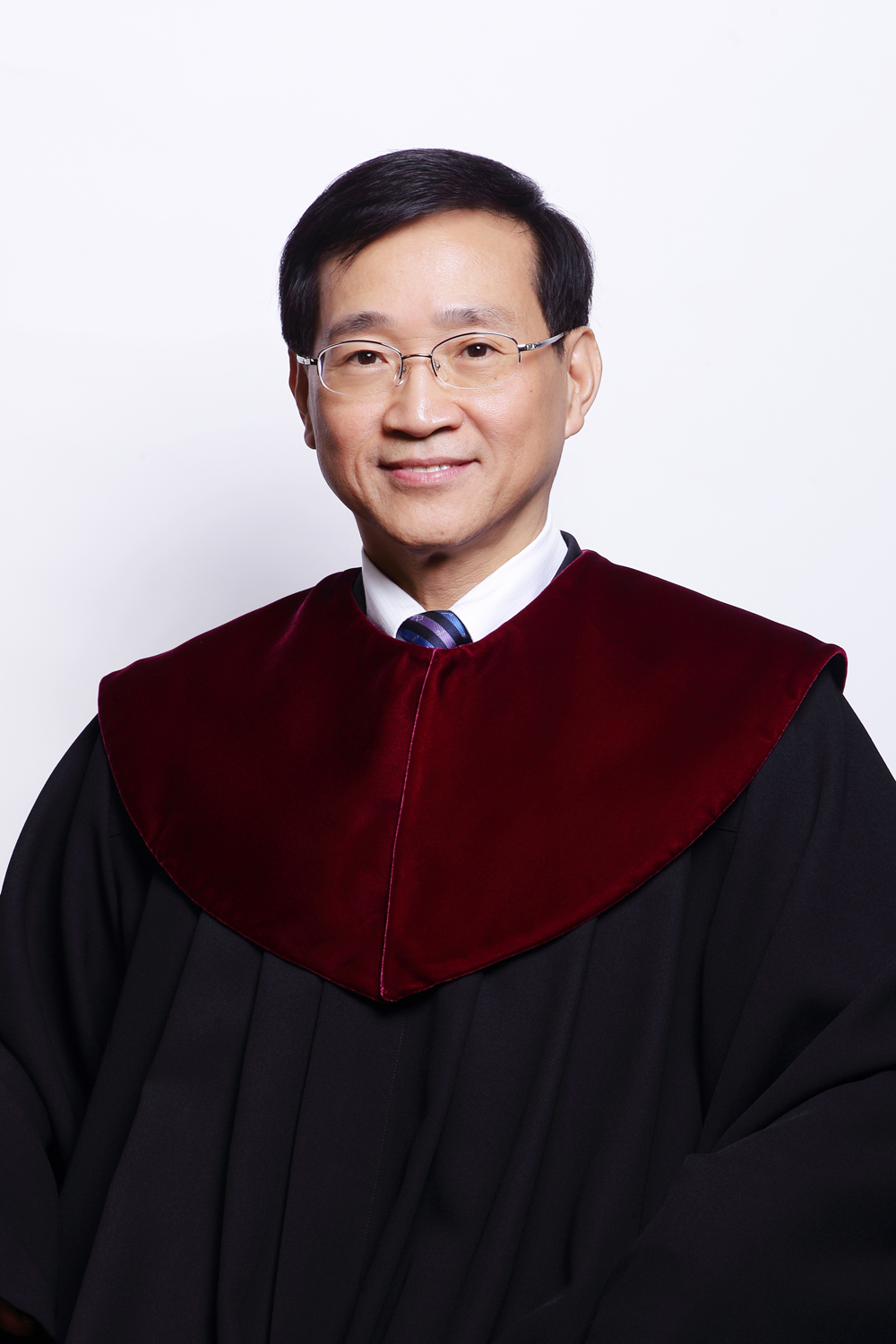
大法官林俊益

|  | 肇事者無酒駕行為，不得再強制移送醫院採血檢定； 肇事者有酒駕行為，原則事前許可；例外事後陳報。 |

林俊益亦對該判決提出疑問：「是否對於公權力侵害人民基本權，都有應踐行的必要程序？」並引述《司法院釋字第603號解釋》，認為涉及《憲法》第22條身體權即資訊隱私權部分，無踐行必要司法程序或其他正當程序之問題。

#### 黃瑞明之協同意見書

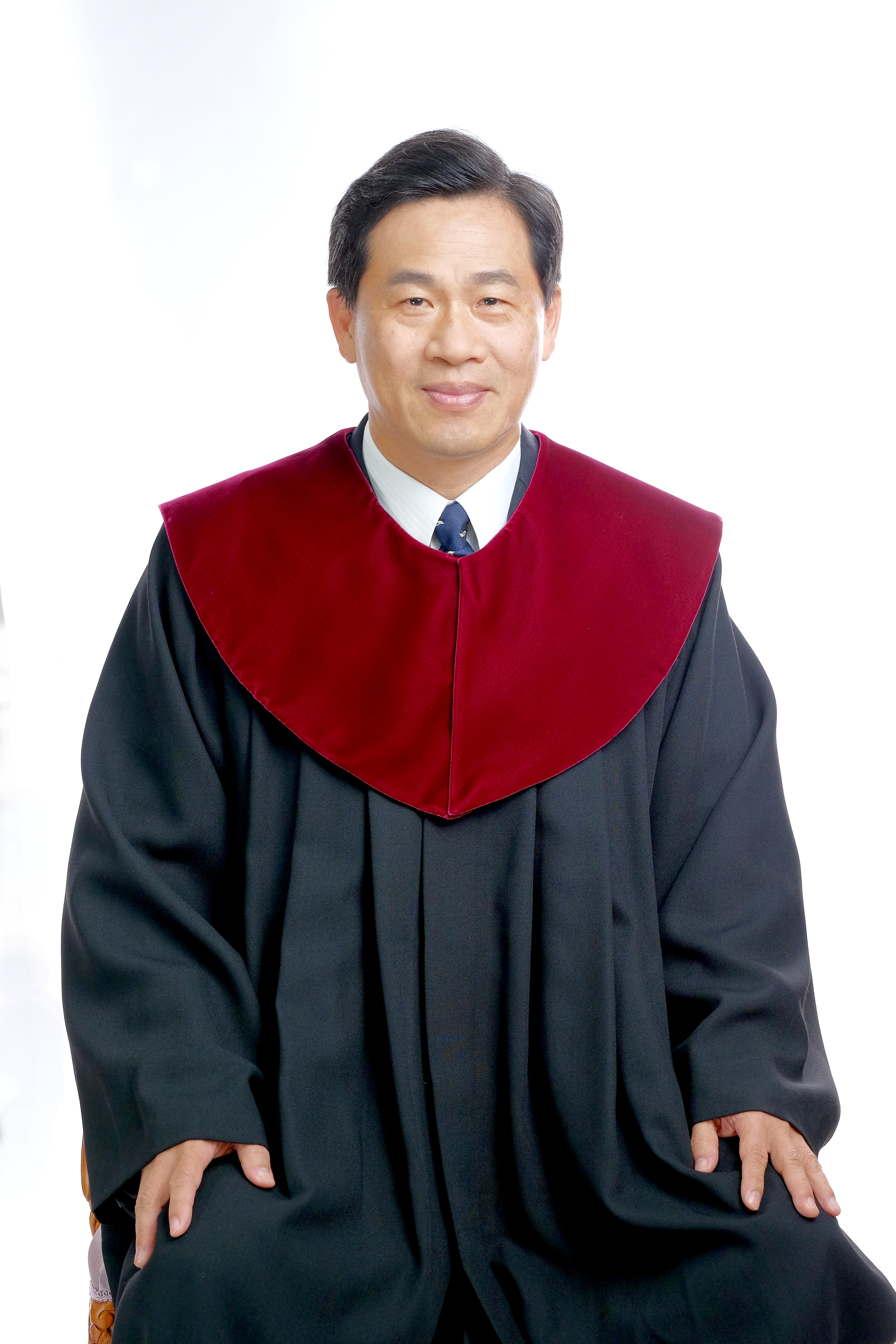
大法官黃瑞明

黃瑞明引述美國聯邦最高法院大法官索尼婭·索托瑪約於“密蘇里州訴麥尼利案”意見書中所表達之見解，即政府機關執法時，不應忽略令狀之聲請（其相關權利源自美國憲法第四修正案），尤其伴隨科技進步，其程序已可更快速進行。
黃瑞明亦引述德國於2017年之相關修法，表示德國強制抽血由原先之“原則法官保留”轉向“警察決定”，是依實務操作之經驗所作之轉變。並進而表示，相關程序是否僅需檢察官簽發許可書，亦或需法官簽發搜索票，屬於立法裁量範圍。

#### 黃虹霞之不同意見書

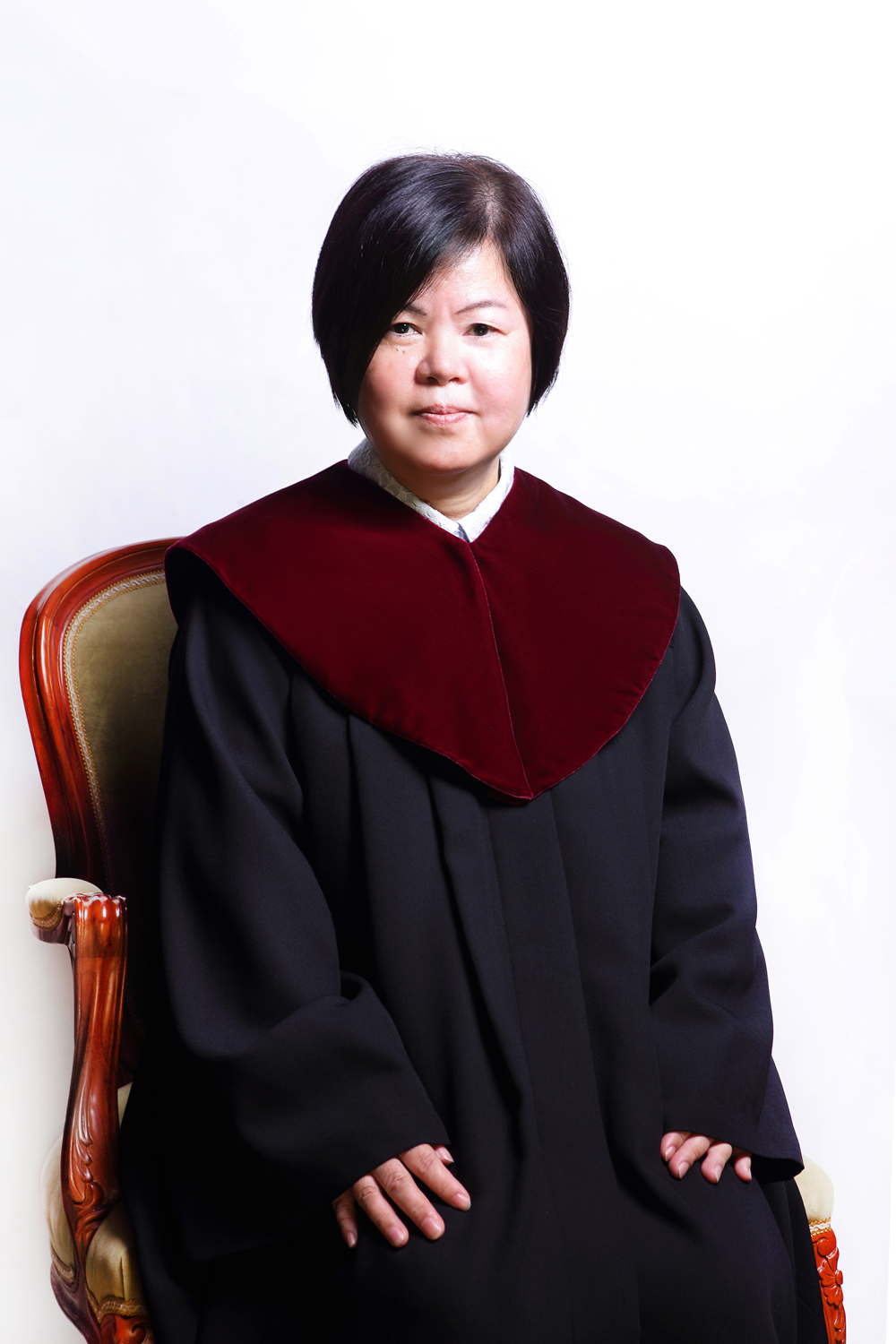
大法官黃虹霞

黃虹霞認為，吳志強以法官身分提出違憲審查，僅得以其於該案審判所應適用之法律位階法規範為限，然其聲請之法規範屬命令位階；且黃虹霞認為，被告之隱私權保障不足，對於該案件之裁判結果並無直接影響；該聲請應不受理。
此外，黃虹霞認為系爭規定並無牴觸比例原則、正當法律程序原則、法律保留原則，或經權衡後已達必須犧牲法安定性。本件判決宣告違憲之程度，至少牴觸最小解釋原則，且恐過度干擾法秩序並致司法實務重大困擾。
黃虹霞亦譴責多數大法官，未參酌德國法例及美國聯邦最高法院見解，即基於實務負擔過重之考量，變更放棄原應法官保留之規定，立法同意得由交通勤務警察辦理，並執意宣告違憲。並提出日本應接受而拒絕酒測者，得處以刑罰（得處三個月以下有期徒刑）。

#### 吳陳鐶之不同意見書

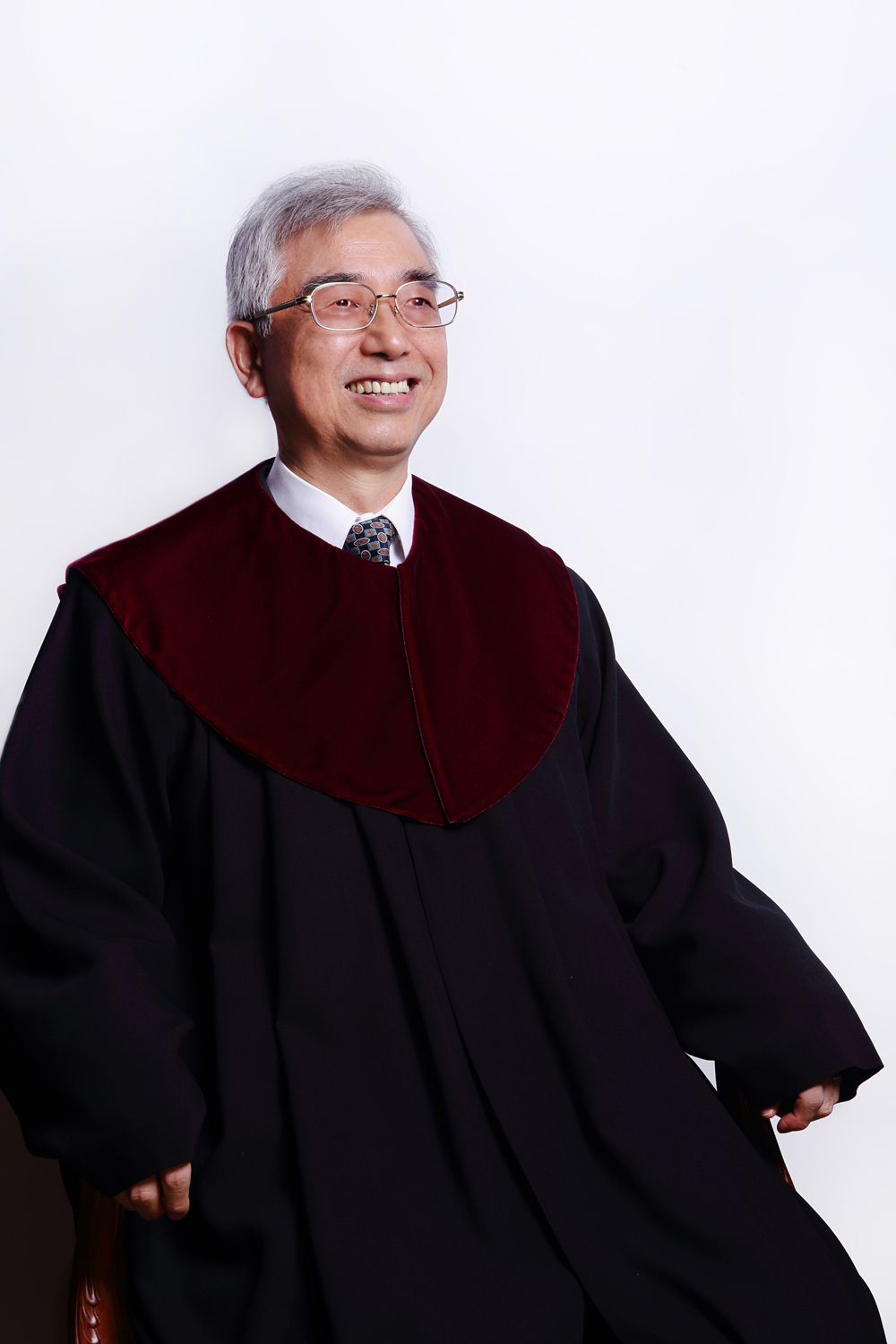
大法官吳陳鐶

吳陳鐶認為，依《道交條例》第10條及第86條，其有關刑事案件處理程序，屬刑事訴訟之特別程序。並以海關人員查緝私運物品為例，指出因行政程序由（非）司法警察 （官）所取得之證據，仍得於刑事訴訟程序做為證據，唯仍應依《刑事訴訟法》第158條之4，認定有無證據能力。
吳陳鐶進而表示，強制抽血“尚屬有效達成立法目的中之侵害最小且無可替代之手段”，並無《憲法》第23條對於比例原則之要求；並引述“密蘇里州訴麥尼利案”、“米歇爾訴威斯康辛州案”、《德國刑事訴訟法》第81a條第2項，同時綜合參考所涉之公共利益、有無替代程序等相關因素，認為並無違反《憲法》第8條保障人身自由、第22條保障身體權及資訊隱私權之意旨。
吳陳鐶亦認為，被強制抽血者之權利已受《個人資料保護法》第6條保障，唯其檢體之保存及銷毀，是否以法律明定（參考《德國刑事訴訟法》），亦或以法規命令明定（仿照《去氧核醣核酸採樣條例》），屬檢討改進之範疇，不可以此認定違反《憲法》第23條法律保留原則。

#### 蔡明誠之不同意見書

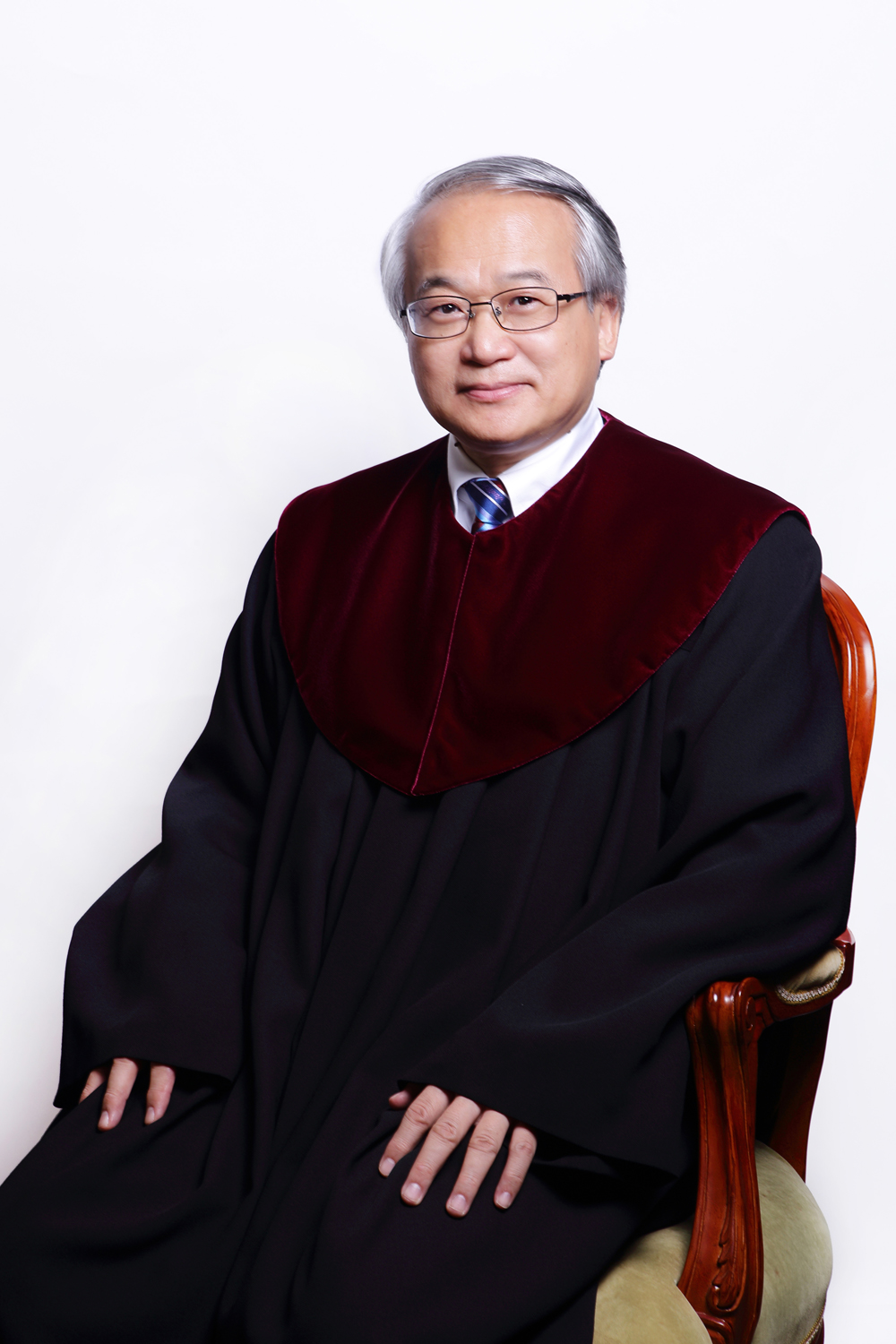
大法官蔡明誠

蔡明誠認為，中華民國對於違規酒駕之裁罰，兼採行政罰及刑罰，兩者所行之程序亦有所別，即未肇事者不得強制移送檢測，僅得以《道交條例》第35條第4項科以行政罰鍰，而肇事且涉犯刑責者，則適用刑事案件偵查相關規範。
蔡明誠亦認為，肇事者拒測或無法受測，尚包括酒駕以外之檢測客體及採樣方式（如吸毒者毒駕，可能以尿檢形式進行毒測）。如該案判決違憲，可能會對其他法規範及檢測方式產生外溢效應，若未審慎評估，恐發生不可測之負面影響。
此外，蔡明誠亦引述日本《道路交通法》（意見書中表示該法刑罰為三個月“以上”有期徒刑應為筆誤，實為“以下”）、“密蘇里州訴麥尼利案”、“米歇爾訴威斯康辛州案”、《德國道路交通法》、《德國刑事訴訟法》，表示各國立法例多採混合型立法模式。採行令狀主義之英美法系國家，其強制處分非全部由法官事前審查，如美國之令狀要求，僅限於部分如搜索、扣押之強制處分。
蔡銘誠表示，此判決恐致使檢察官量能不足且淪為橡皮圖章，使其所致之社會影響大於欲達成之理想目標。

## 各方反應
警政署表示，已緊急通令要求各警察機關向地檢署申請核發鑑定許可書，以符合《刑事訴訟法》強制取證程序。
交通部表示，將依判決會同法務部、內政部、司法院檢討《道交條例》如何修法，並視需要提出修正草案報請行政院核轉立法院審議。
聯合報社論提出疑慮，表示報請檢察官核可需要時間，肇事者酒精濃度下降，形同眼睜睜看著證據湮滅；並進而批評憲法法庭守護加害者人權。
臺南市政府警察局交通警察大隊代理大隊長陳宇桓表示，有出現民眾因《道交條例》第35條第6項被宣判違憲，進而誤解只要拒測便可規避刑責。
一名不具名交通警官表示，員警處理酒駕肇事流程變複雜，拉長作業時間。雖事故後抽血可回推酒測值，不過是根據研究之平均值推算。酒精代謝速度因人而異，不見得精準。
一名不具名刑事小隊長表示，抽血屬侵入人體性質，有侵害人權疑慮。由警方觀察駕駛有無酒氣、車上有無酒瓶判斷駕駛是否酒駕，再由檢察官決定是否需要抽血，較無爭議。